# Parelhoenchampignon
De parelhoenchampignon (Agaricus moelleri) is een schimmel behorend tot de familie Agaricaceae. Hij komt voor op humusrijke grond in duinstruweel en in loofbossen op humusrijke en voedsel- en kalkrijke grond. Het gedijt ook goed in rijke alkalische bossen of parken. Vruchtlichamen zijn te vinden in de zomer tot de herfst. 

## Kenmerken

### Uiterlijke kenmerken
Hoed
De hoed heeft een diameter van 6 tot 12(-14) cm . De vorm is halfbolvormig tot uitgespreid. Het oppervlak is voorzien van grijsbruine schubjes op een wittige ondergrond. De kleur is geelverkleurend bij kneuzing.
Lamellen
De lamellen zijn roze tot zwartbruin. De lamellen zijn druk bezet en vrij, zoals typisch is voor een Agaricus. Ze zijn roze op jonge exemplaren, maar bruin tot zwart op oudere vruchtlichamen. Het vruchtvlees is wit en verandert niet van kleur bij het snijden.
Steel
De steel heeft een lengte van 6 tot 12 (-14) cm en een dikte van 0,7 tot 1,5 (-1,8) cm . De kleur is wittig. De steelbasis is knolvormig verdikt. De steel heeft een hangende ring en verkleurt heel gemakkelijk als hij wordt gekneusd. Deze kleur verandert dan in de loop van de tijd in bruin. Het steelvlees kleurt bij kneuzing slechts zwak geel en valt meer op aan de basis. 
Geur en smaak
De smaak is sterk en de geur onaangenaam (fenol). Sommige auteurs merken op dat het ruikt naar inkt, jodoform, zweet of beschimmeld stro. De paddenstoel is giftig.

### Microscopische kenmerken
De basidia meten 15–22 × 5–7 µm en zijn hyaliene, clavaat of nauwelijks afgeknot aan de top, 4-sporig met sterigmaten tot 3 µm lang. De basidiosporen zijn glad, bruin, ellipsoïde tot langwerpig en meten 4,5–6,5 × 3-4 µm . Het Q-getal is 1,13 tot 1,92 (verhouding lengte/breedte van de sporen) en Q-gemiddeld is 1,52. Cheilocystidia zijn aanwezig, maar soms moeilijk te vinden, hyaliene of met bruin gehalte, clavaat, peervormig of bolvormig, enkelvoudig of soms met een septum in het steeltje en meten 13-24 × 6-18 µm. De hoedhuid bestaat uit hyfen van 6 tot 10 μm diameter en zijn glad, lichtbruin, enigszins vernauwd bij de septa .

## Verspreiding
Agaricus moelleri komt voor in de gematigde zones van het noordelijk halfrond. Noord-Amerika, Azië en Europa. Hij groeit in gemengde bossen en bossen. Het is wijdverbreid, maar kan plaatselijk zeldzaam zijn.

## Vergelijkbare soorten
Een vergelijkbare soort die voorkomt in Noord-Amerika, Agaricus praeclaresquamosus, heeft verschillende varianten, waarvan sommige groter zijn.

## Taxonomie
Gedurende vele jaren werd Agaricus moelleri door sommige Britse auteurs ten onrechte aangeduid met de naam Agaricus placomyces. De soortaanduiding placomyces werd in feite gegeven aan een Noord-Amerikaanse Agaricus-soort  door Charles Horton Peck in 1878. Deze is nu bekend als Agaricus praeclaresquamosus A.E.Freeman (1979). De huidige naam Agaricus moelleri werd in 1976 gepubliceerd door de Oekraïense mycoloog Solomon P. Wasser.

## Foto's

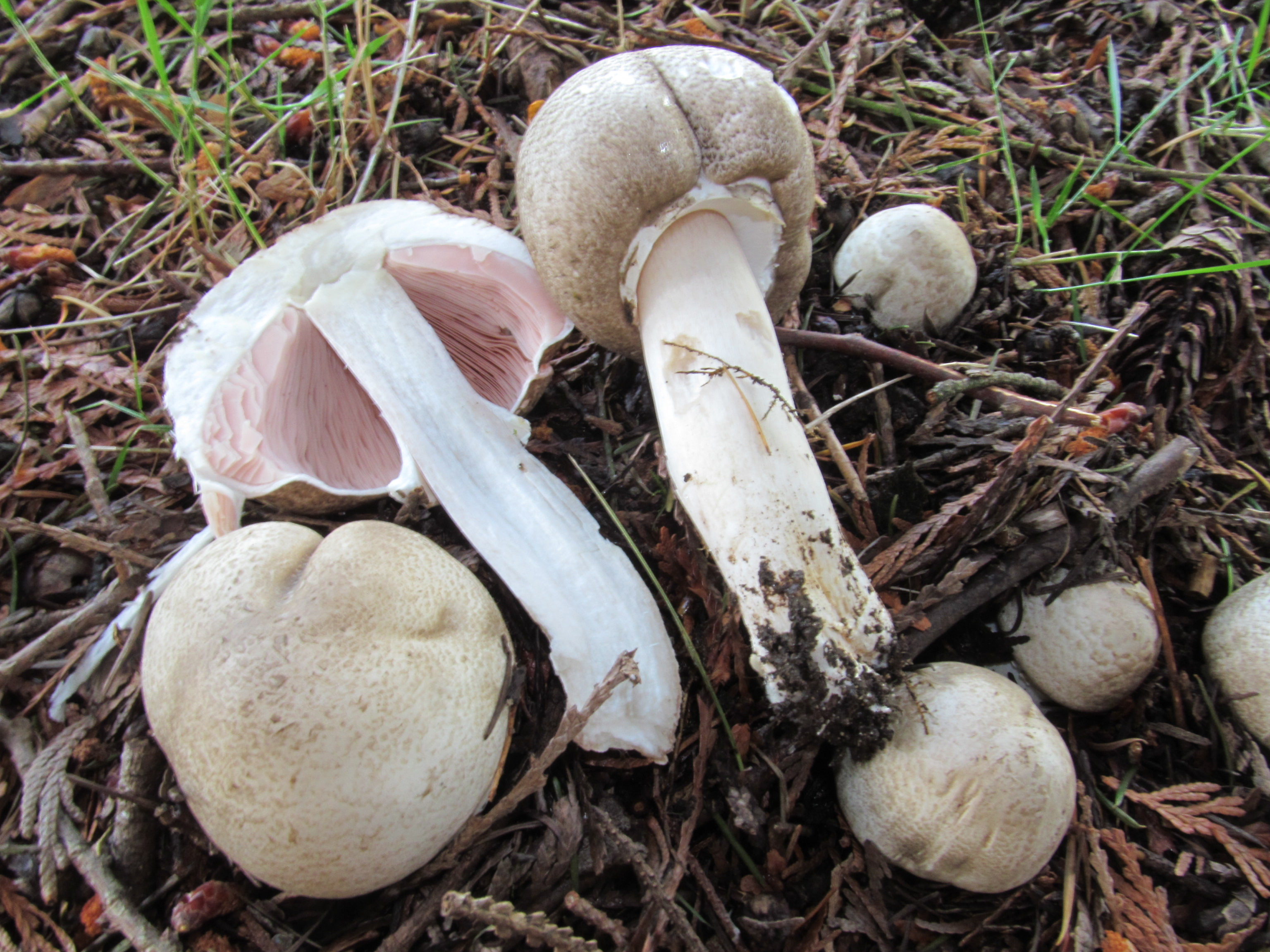
Groepje
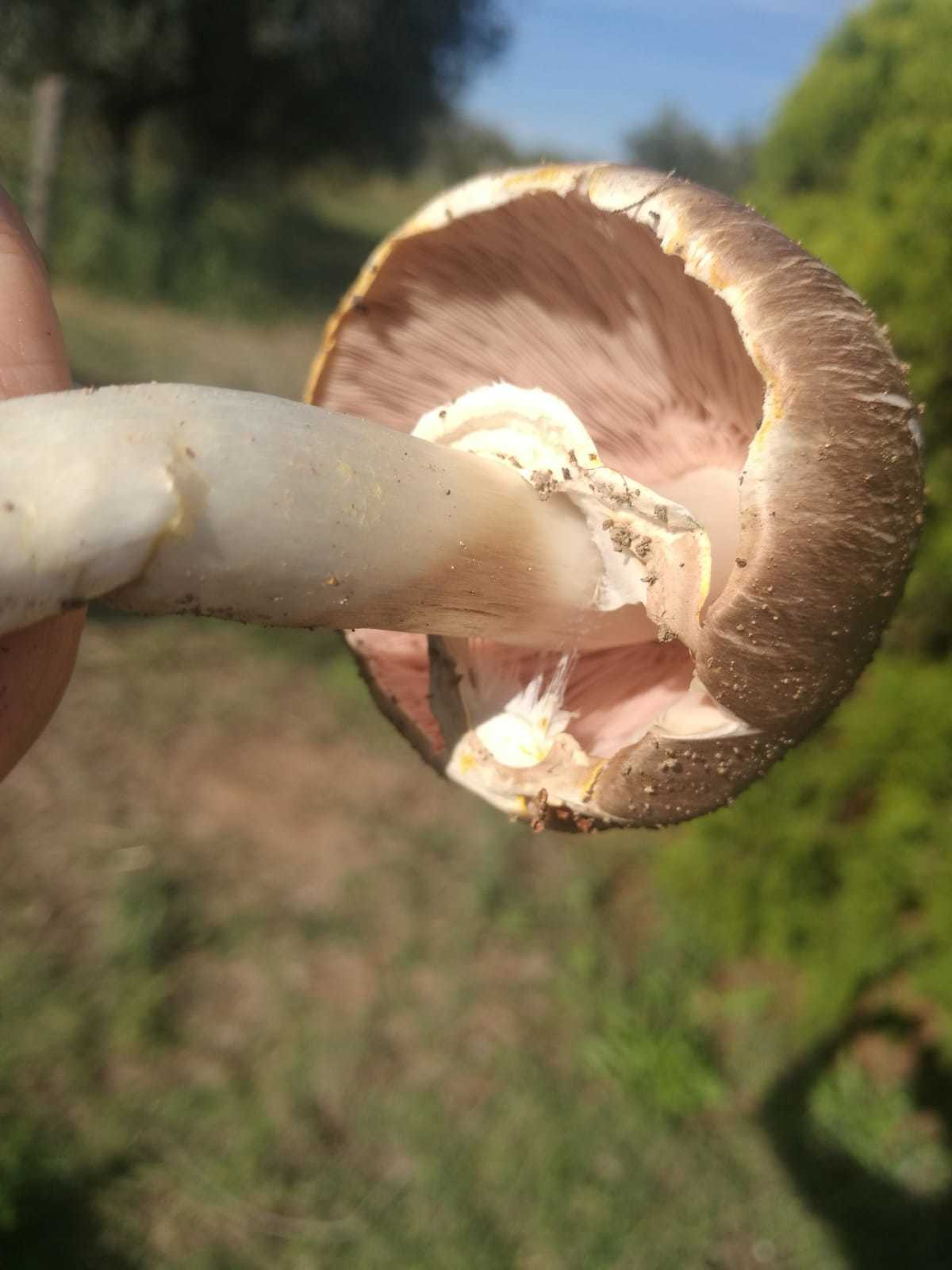
Ring
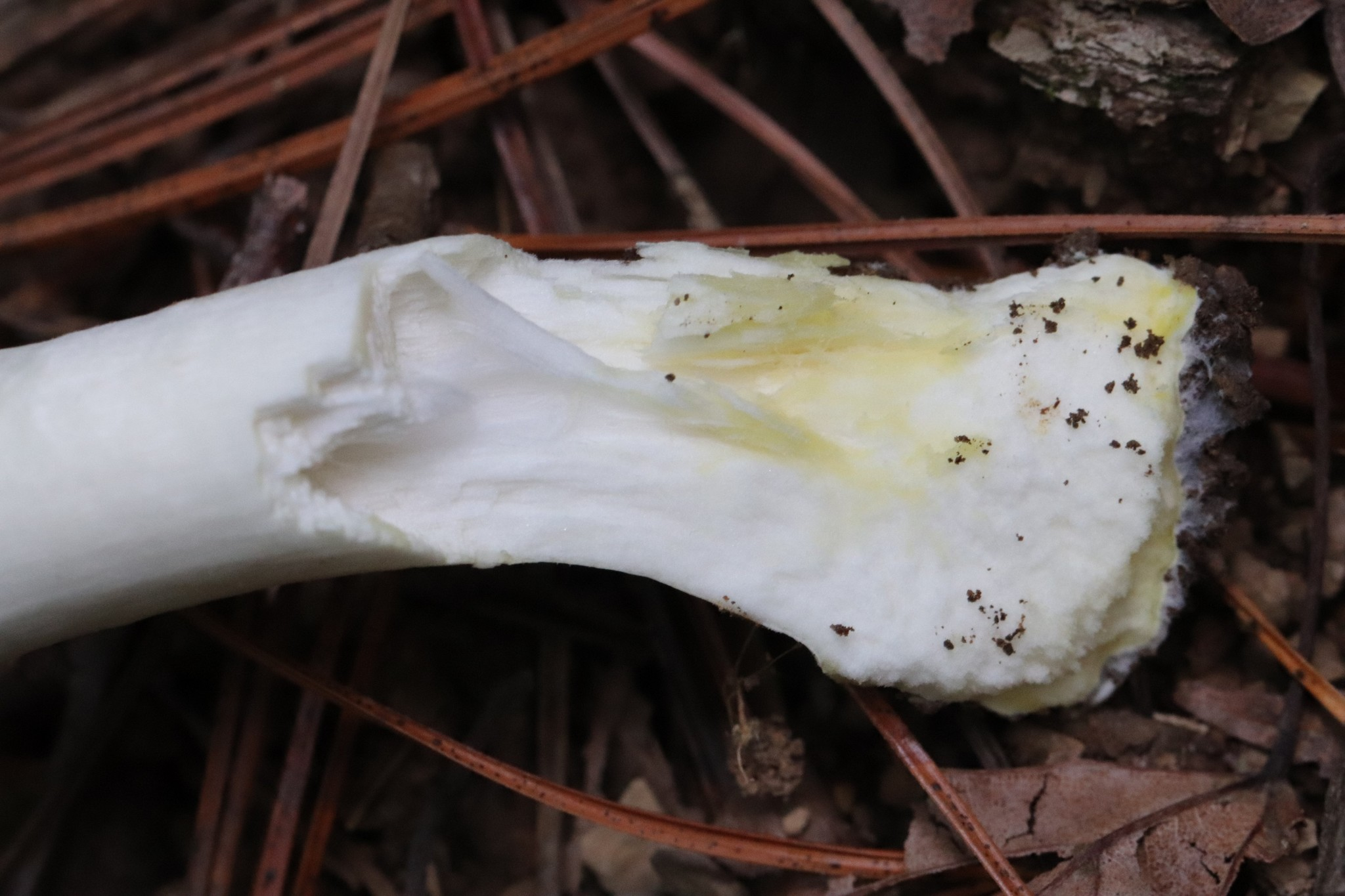
Steelvoet